# Max Otto Kramer
Max Otto Kramer, nemški vojaški izumitelj, * 8. september 1903, Köln, † junij 1986, Pacific Pallisades, Kalifornija, ZDA.
Dr. Kramer je znan po svojem delu na področju vodenih izstrelkov in prvih »pametnih bomb«, ki jih je začel konstruirati leta 1938. Kasneje je delal na tem področju v podjetju Ruhrstahl, kjer je za potrebe Wehrmachta med letoma 1943 in 1945 razvil serijo vodenih raket in bomb, med katerimi sta verjetno najbolj znana raketa Ruhrstahl X-4 in protiladijska vodena bomba Fritz X.